# Vera Proca Ciortea
Vera Proca Ciortea (născută Vera Proca; n. 30 ianuarie 1915, Sibiu, România – d. 22 aprilie 2002, București, România) a fost o maestră de dans din România.
A studiat la Academia Națională de Educație Fizică din București. A luat lecții de balet de la Școala Elenei Penescu Liciu și de coregrafie la Școala lui Iris Barbura. S-a specializat în dans modern la Berlin la Școala lui Mary Wigmann. A fost profesoară de ritmică la ANEF. A condus secția de coregrafi a institutului Etnografic din București (1949).
La sugestia lui Constantin Brăiloiu, a alcătuit o notație grafică pentru dans cu ajutorul căreia a reușit să noteze o colecție de 6600 de dansuri populare românești. A creat la New York, în 1973, Group of Ethnochoreology, pe care l-a condus, și a ținut conferințe despre această disciplină de graniță la Viena, Stuttgart, Leipzig, Essen, Hamburg, Köln, Ierusalim, Budapesta, Bayonne, Agrigento, Frosta Vaeen (Suedia), Stockholm, Oslo, Zürich.
A compus creații de dans ritmic pe motive populare românești:
- „Miorița”, 1940, pe muzică de Mihai Brediceanu, Béla Bartók, Mihai Andricu, Filip Lazăr, Paul Constantinescu și Sabin Drăgoi
- suită de piese – Icoană, Sorcova, Mezina, Baba Ilinca nebuna și altele, 1942
- „Dansul de fete” și „Ritmuri lăutărești” pe muzică de Tudor Ciortea
- „Rymodia” de Nicolae Brânduș și „Blestemul de dragoste” cântat de Maria Tănase, dansate de grupul Columna la Panoramicul de dans contemporan de la Focșani, în 1984
- „Limbaj I” de Nicolae Brânduș
- „Ecouri ardelene” și „Respirație” de Vasile Șirli, care au făcut parte din programul Studioului Artele Plastice și Dansul de la Muzeul Național de Artă al României, 1985
- piese prezentate la Kiel, în 1990, unde adaugă „Rapsodia cinetică” de Ioan Maxim și un dans închinat tinerilor uciși în 1989, In memoriam.

## Distincții
- Premiul de Onoare al Festivalului Internațional de Dans, Kiel, 1990